# 地球過去2千年的氣溫記錄

根據全球平均氣溫紀錄及重建，顯示中世紀溫暖時期並非一全球現象，同時小冰期也非一獨特的全球性時期，而是地球變暖之前的長期降溫末期。

地球過去2千年的氣溫記錄（英語：Temperature record of the last 2,000 years）由兩個部分組成 - 過去170年，由現代儀器測量而得的地表溫度，而其餘的則是經由氣候代理取得的資料。經科學家大規模重建，涵蓋過去第一個千年和第二個千年其中部分或是全部時間，顯示出近來的地表氣溫呈現異常：聯合國政府間氣候變化專門委員會（IPCC）在2007年發表的第四次評估報告，其結論是：“北半球在20世紀下半葉的平均溫度很可能（very likely）是比過去500年中的任何50年期間，同時至少在過去1,300年中，可能（likely）是最高的水平。”由於地表氣溫在上個世紀的後半內急劇上升，在重建圖中顯示的曲線圖被廣泛稱為曲棍球棒形狀圖。截至2010年，有超過20個採用多種統計方法和氣候代理記錄，所得結果均支持這種概括式模式（參見為地球過去2千年氣溫做大規模重建列表），但對20世紀之前“軸線”的平緩度則各有變現。由於代理記錄的稀疏性，導致為早期氣溫重建會有相當大的不確定性。
把時間重疊的個別代理記錄（例如樹木氣候學所使用的樹木年輪的寬度和密度）透過儀器記錄進行校準。然後使用廣泛的此類記錄以重建一區域的過往溫度：使用樹木年輪代理重建北半球溫帶地區溫度（熱帶地區的樹木終年均在生長，樹幹內並不會形成深淺分明的環形），且僅限於陸地區域，而南半球主要是由海洋組成，代理資料稀少。由各式其他代理資料（包含在不同地區發現的湖泊沉積物、冰芯和珊瑚等），經使用統計方法將此類較稀疏的代理與較多的樹木年輪記錄建立關聯，所構成的重建資料可涵蓋更廣大的區域。被稱為“複合疊加尺度（Composite Plus Scaling）”（CPS）的方法被廣泛用於地球半球或全球的大規模平均溫度複合代理重建，再由氣候場域重建 (Climate Field Reconstruction (CFR) ) 法作補充，CFR法可顯示氣候模式如何在大空間區域發展，讓重建的結果可用於研究自然變率和長期振盪，以及與電腦氣候模型產生的模式間進行比較。
在20世紀之前的1,900年之中，很可能有個比現代較次溫暖的時期，發在950年到1100年之間（在不同地區測得的峰值時間不同）。此段時間被稱為中世紀溫暖時期，一些證據顯示在17世紀左右普遍存在較冷的氣溫，這段時間被稱為小冰期。在對“曲棍球棒式升溫的爭議”中，氣候變化否定論者斷言中世紀溫暖時期比現在更溫暖，並對氣候重建採用的數據和方法提出質疑。

## 過去2千年的氣溫變化
根據IPCC第六次評估報告，人類在過去的170年裡造成的全球氣溫升至近2,000年來的最高水平。最近的多個世紀是過去10萬年來地球氣溫最高的時期。2011-2020年之間的平均氣溫比1859-1890年之間高出1.09°C。陸地上的氣溫上升1.59°C，而海洋上的僅上升0.88°C。:SPM-5

## 一般採用的技術及其準確性
迄今，受到最好的觀察時期是從1850年起直到現在，覆蓋範圍則隨著時間演進而增加。在此期間，主要經由近代儀器（溫度計）測量取得的溫度記錄，覆蓋範圍幾乎包含全球。記錄顯示全球氣溫普遍升高。
取得在此之前的氣溫則須依靠各種代理資料。這些代理不如直接利用溫度計測量般準確，時間分辨率較低，空間覆蓋範圍較小，其唯一的優勢是可把更長的記錄重建。由於直接溫度記錄比透過代理資料（這些資料還需要校準）更為準確，因此只要有，就會盡量採用（即從1850年開始）。

### 使用代理資料的定量研究
由於1850年之前的儀器記錄很少，必須通過代理資料將之前的氣溫重建。方法之一是利用樹木氣候學原理，把樹木年輪的寬度和其他特徵來推斷當時的氣溫。保存在冰芯、珊瑚和鍾乳石的同位素組成也可用於推斷。另外的方法包括有檢查作物收穫時間記錄、不同地點的林木線以及歷史記錄。這些代理資料重建是種間接推斷，通常比儀器數據具有更大的不確定性。
大多數發生在重疊期間的代理記錄可用來對當地溫度記錄進行校準（推估溫度與代理之間的關係）。然後使用較長歷史的代理記錄來重建早期的氣溫趨勢。
如果需要估算全球或是半球的溫度記錄，則必須把多項代理記錄以某種方式進行平均。“複合疊加尺度”(CPS) 法被廣泛用於對半球或全球平均溫度的大規模多代理重建。再利用氣候場域重建 (CFR) 方法作補充，以顯示氣候模式如何在大型空間區域內發展。
在進行平均的過程時，必須採取非常謹慎的態度，例如當某個地區有大量年輪記錄，如把所有數據進行簡單平均，就會過分依賴這個權重，而可採統計技術來避免這種高度權重的問題。在研究人員Mann、Bradley & Hughes（1998年，MBH98）（Mann, Bradley & Hughes 1998）和同組人員（1999年,MBH99）（Mann, Bradley & Hughes 1999）的氣候場域重建 （CFR）中，先用主成分分析法把其中一些區域記錄合併，之後再進行全球資料合併。一個重要的區別是所謂的“多代理”式重建，通過使用分佈在全球的多個代理記錄，以及更多區域重建，合併之後以重建全球的氣溫模式。通常各種代理記錄會以某種加權平均的形式進行數學組合。研究人員Osborn與Briffa採用一更簡單的技術，計算在任何時間段內其正面、負面或中性的記錄比例。此法可產生與傳統的多代理式研究法通常會具有一致的結果。
IPCC第四次評估報告引用14項重建，其中10項涵蓋1,000年或是更長時間，以支持報告結論，即“20世紀下半葉的北半球平均氣溫很可能（very likely）高於在過去500年中任何50年期間的氣溫，並且可能（likely）是至少過去1,300年中最高的。”

### 利用歷史記錄進行定性重建
另外還有使用歷史數據，例如葡萄採收時間、港口無海冰期，以及日記中的霜凍或熱浪的記錄，而得到特定地區發生溫暖或寒冷跡象的時間。這些記錄更難校準，通常只能以稀疏方式隨著時間，且是在較發達的地區獲得，這些資料不太可能可提供良好的誤差估計。這些對同一時期中的歷史觀察，可顯示變暖和變冷出現的時間。

### 限制
定量和定性方法所得結果間的明顯差異無法完全被調和。而上面提到的重建係依賴各種假設來產生結果。但如果假設不成立，重建就變得不可靠。對於定量重建，最基本的假設是代理記錄會隨溫度變化，且無非氣溫因素把結果混淆。在歷史記錄中的氣溫波動可能是區域性的，而非以半球規模中所發生。
Bradley, Hughes & Mann研究報告（2006年），（Bradley, Hughes & Mann (2006)）作者發給自然雜誌的一封信中，指出其1998年報告的原始標題：過往千年的北半球溫度：推論、不確定性和局限性（Northern Hemisphere temperatures during the past millennium: inferences, uncertainties, and limitations）（Mann, Bradley & Hughes 1999）並指出在取得更高置信度的結論之前，需取得更廣泛的高分辨率數據來支持，同時文章的重點就是其中提起的不確定性（uncertainties）。

## 歷史
1960年代，英國氣候學家休伯特·蘭姆從歷史氣象學相關文獻和英格蘭中部的溫度記錄中，歸納出北大西洋地區曾發生過中世紀溫暖時期，隨後又經歷過小冰期。 在1990年發佈的IPCC第一次評估報告對此提出討論，並警告說那次中世紀變暖可能並非全球性。從1930年代開始，零星使用代理資料對過去的溫度記錄進行定量估計， Raymond S Bradley及Philip D. Jones兩位學者於1993（Bradley & Jones 1993）引入“複合疊加尺度”(CPS) 法。IPCC第二次評估報告中即刊出兩位重建回溯到公元1400年的氣溫記錄。
三位美國氣候學家Michael E. Mann、Raymond S. Bradley和Malcolm K. Hughes於1998年所做的重建（Mann, Bradley & Hughes 1998, 簡稱MBH98）把介於公元1400-1980年間，顯示半球中的年度平均溫度，並強調其具有不確定性。
研究人員Jones, P. D.; Briffa等（1998年）（Jones et al. 1998）獨立製作一個可追溯到數千年前的CPS重建，Mann, Bradley & Hughes （1999年），（Mann, Bradley & Hughes 1999 (MBH99)) 使用MBH98中的方法將他們的研究回溯延伸到公元1000年。美國氣候學家傑里·馬爾曼率先使用“ 曲棍球棒”來描述如此形狀的上升模式，設想迄公元1900年為止相對平坦的圖形，如同曲棍球棒的“軸”，隨後急劇上升，有如球棒延伸而出的“刃”。<
於2001年發表的IPCC第三次評估報告 (TAR) 中凸顯MBH99研究報告中的一個圖，這份報告也借鑒研究人員Jones, P. D.與Briffa等（1998年），以及另外三個重建結果以支持報告結論：在北半球，1990年代可能是過去1,000年以來最熱的10年，其中1998年可能是最熱的一年。這份圖成為宣傳中的特色，並成為那些對已逐漸強化科學共識（認為20世紀末的升溫非比尋常）採反對意見陣營的辯論焦點。
2003年，隨著反對1997年京都議定書的遊說力度加大，小布希總統設法將美國國家環境保護局（EPA）建議的氣候重建內容刪除，和美國聯邦參議員吉姆·殷荷菲於參議院演講中聲稱人類活動造成全球變暖是個騙局，這兩件事均由所謂的Soon和Baliunas爭議事件所引起。後來在2003年，Steve McIntyre和Ross McKitrick共同發表文章，駁斥MBH98報告中提出的數據，但他們的論點遭到反駁。 在2004年，德國氣候科學家Hans von Storch表示MBH98論文中統計技術把自然變率的作用低估，但他錯誤指出就因此而整體圖表會失真。在2005年，Steve McIntyre和Ross McKitrick對MBH98論文和MBH99論文中的主成分分析法提出批評，但有Huybers（2005年）（Huybers 2005）和Wahl & Ammann（2007年）（Wahl & Ammann 2007）兩篇報告指出Steve McIntyre和Ross McKitrick所犯的錯誤。 美國國家學院於2006年所提的諾斯報告支持MBH98/NBH99的論點，但加註有小的應注意事項。由美國統計學家愛德華·韋格曼撰寫的韋格曼報告支持Steve McIntyre和Ross McKitrick的研究結果，但隨後遭到質疑。反對MBH報告的論點（後被稱為氣候門）被再度引入，但遭到8項獨立調查結果駁回。
所謂科學檢驗是利用不同的數據和方法來複製出相同的結果。而目前已有超過20個（參見為地球過去2千年氣溫做大規模重建列表）使用不同統計方法和代理記錄的組合所產生的重建，對1998年原始曲棍球棒圖所展示的廣泛共識給予支持，每種重建在20世紀前“軸”的平坦程度各有不同。於2013年發表的IPCC第五次評估報告 (AR5 WG1) ，檢查過去兩千年的溫氣溫變化，其結論認為，“1983-2012年之間的期間很可能（very likely）是過去800年中最熱的30年（高置信度）並且可能（likely）是過去1,400年中最熱的30年（中等置信度）。